# Lucy Burns

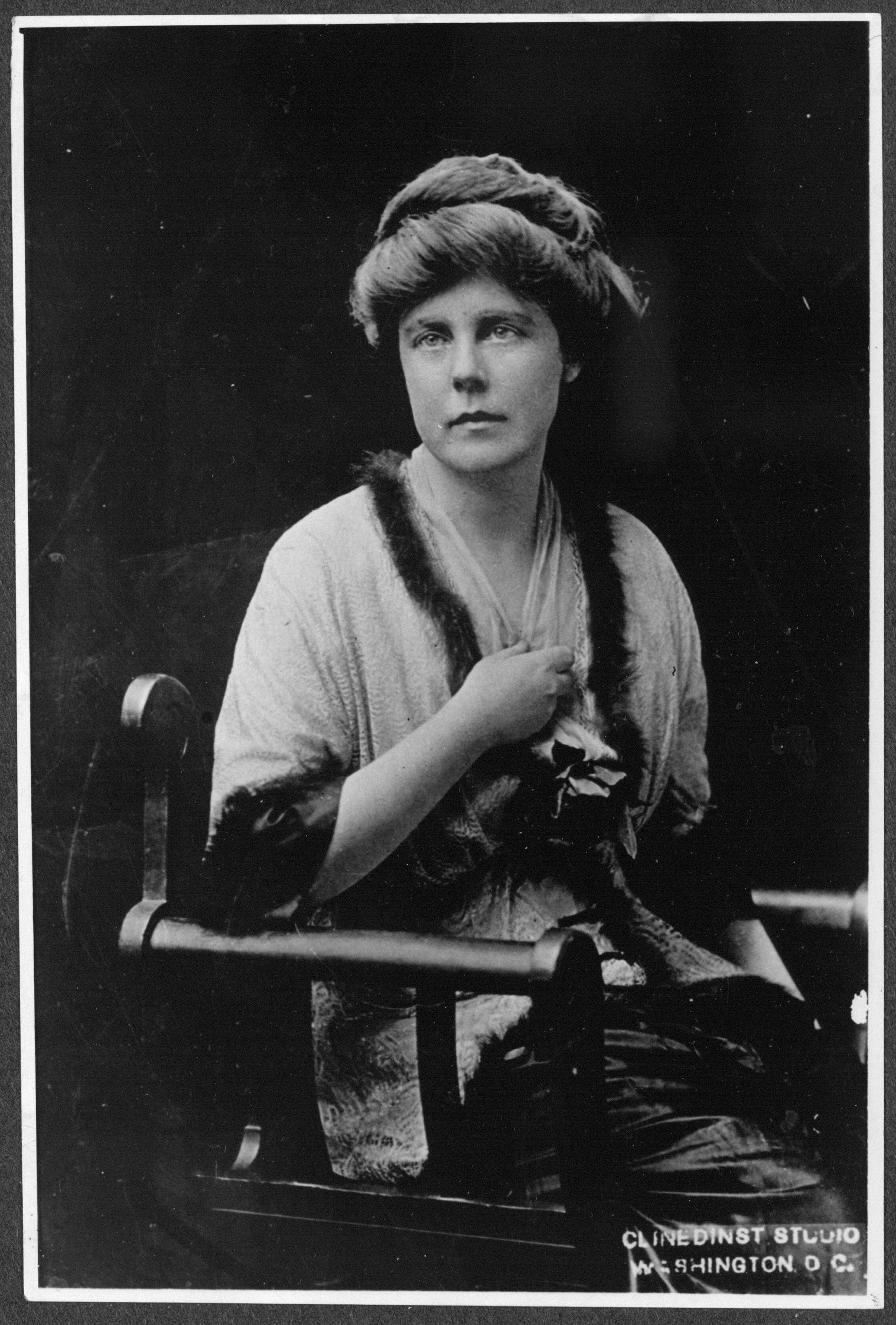
Lucy Burns (1913)

Lucy Burns (* 28. Juli 1879 in Brooklyn, New York; † 22. Dezember 1966 ebenda) war eine US-amerikanische Suffragette und Frauenrechtlerin. Zusammen mit Alice Paul, mit der sie eng befreundet war, und einer Reihe anderer Frauen führte sie zwischen 1912 und 1920 den erfolgreichen Kampf um das Frauenwahlrecht in den USA. Burns und Paul waren die Gründerinnen der National Woman’s Party (NWP), einer amerikanischen Frauenrechts-Organisation.

## Leben
Burns wurde als Tochter einer irisch-katholischen Familie geboren. Nach der Schule studierte sie am Vassar College und der Yale University; im Anschluss daran arbeitete sie kurzfristig als Englischlehrerin. Mit 26 Jahren ging sie 1906 nach Deutschland, um dort zwei Jahre lang Sprachen zu studieren. Danach kehrte sie nach New York zurück, wo sie erneut als Lehrerin an öffentlichen Schulen tätig war. Drei Jahre später reiste sie nach England, wo sie einen weiteren Studiengang an der Oxford University absolvierte.
Hier trat Burns auch der von Emmeline und Christabel Pankhurst geleiteten Frauenrechtsorganisation Women’s Social and Political Union (WSPU) bei, wo sie Alice Paul traf. Die beiden Frauen verband bald eine tiefe Freundschaft. Burns und auch Paul wurden bei ihren Protestaktionen mehrfach verhaftet und auch zu Gefängnisstrafen verurteilt.
1910 kehrten die beiden Frauen in die USA zurück, um der amerikanischen Frauenwahlrechtsbewegung mit den radikalen Ideen der englischen Suffragetten neues Leben einzuhauchen. Sie schlossen sich der National American Woman Suffrage Association (NAWSA), aber bereits 1913 kam es über die Ziele und Strategien innerhalb der NAWSA zum Zerwürfnis. Carrie Chapman Catt als Vorsitzende der NAWSA vollzog einen gemäßigten Kurs und setzte darauf, das Frauenwahlrecht auf Bundesebene über das Wahlrecht in den einzelnen Bundesstaaten zu erreichen. Burns und Paul hingegen vertraten die Ansicht, einen direkten Kampf für das Wahlrecht auf Bundesebene zu führen und nötigenfalls dafür auch radikale Methoden des Protests einzusetzen. Eine von Burns und Paul 1913 ausgerichtete Frauenparade in Washington, D.C. endete zwar in einem Desaster, da die Polizei gewalttätige Übergriffe des Publikums auf die Frauen nicht verhinderte, brachte aber den Frauenrechtlerinnen endlich die nötige Aufmerksamkeit der Presse.

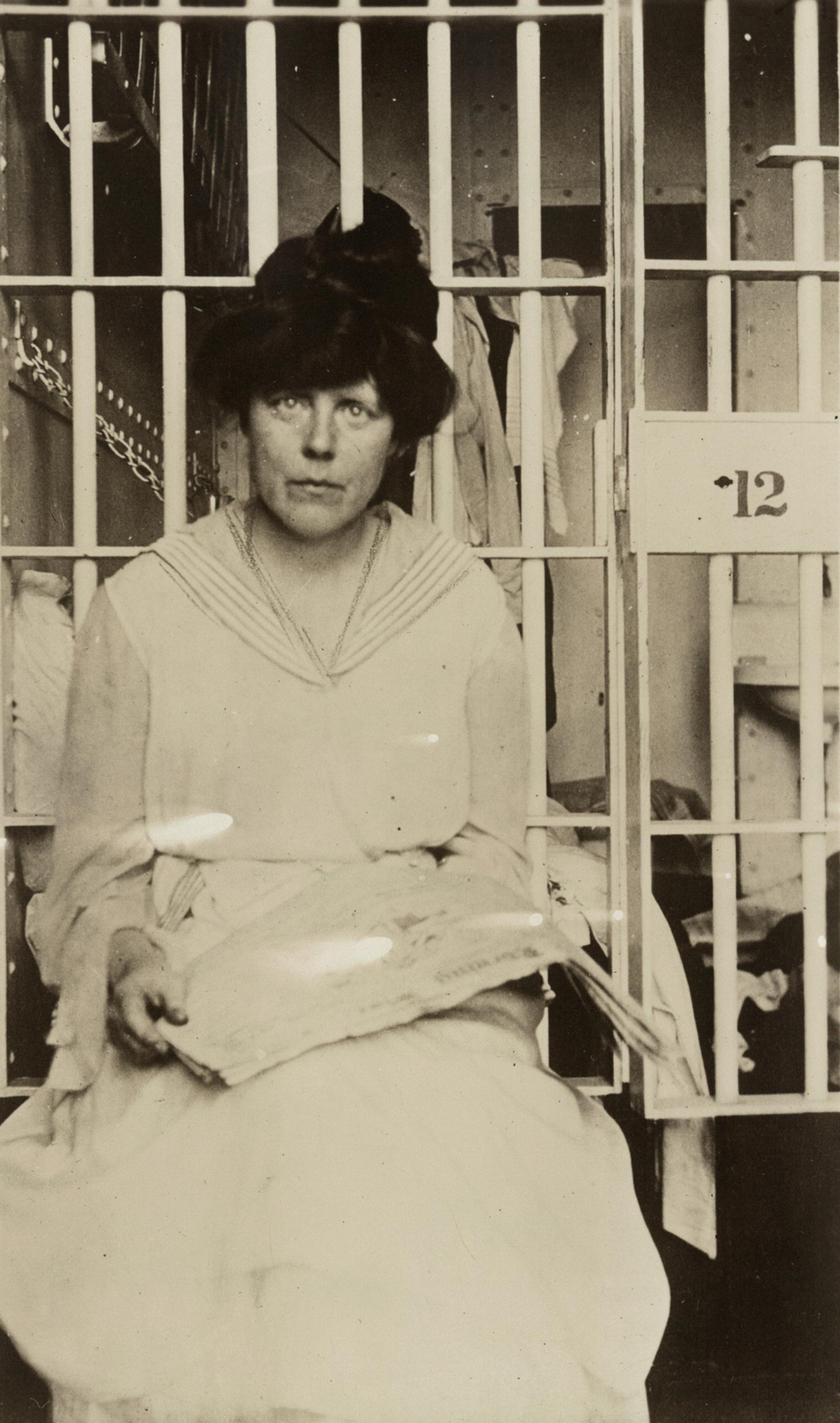
Lucy Burns 1917 im Occoquan-Frauengefängnis

Burns und Paul spalteten sich kurz darauf mit der Congressional Union for Women Suffrage (CUWS), bisher eine Arbeitsgruppe der NAWSA, von dieser ab. Aus der CUWS ging 1915 die radikale NWP hervor. Ab 1916 organisierte die NWP regelmäßige Mahnwachen vor dem Weißen Haus, in denen sie das Frauenwahlrecht auf Bundesebene forderte.
Mit dem Eintritt der USA in den Ersten Weltkrieg verschärfte sich die Situation der Suffragetten der NWP. Ihre Mahnwachen vor dem Weißen Haus wurden als Verräterinnen beschimpft, teilweise tätlich angegriffen und von der Polizei verhaftet. Lucy Burns, Alice Paul und 33 andere Frauen wurden im Oktober 1917 mit einer fadenscheinigen Begründung zu mehrmonatigen Haftstrafen verurteilt und unter extremen Bedingungen im Frauengefängnis Occoquan Workhouse (heute Lorton Correctional Complex) eingesperrt. Die inhaftierten Frauen traten sofort in Hungerstreik und beanspruchten einen Status als politische Gefangene. Die Gefängnisleitung reagierte darauf mit Einzelhaft und brutaler Zwangsernährung.
Als die Presse von den Haftbedingungen der Frauenrechtlerinnen erfuhr, begann sie ausführlich darüber zu berichten. Proteste gegen die Behandlung der Frauen im Gefängnis wurden laut und selbst die bisher zurückhaltende NAWSA sagte der Regierung den Kampf an. Daraufhin wurden die inhaftierten NWP-Aktivistinnen Ende November 1917 aus der Haft entlassen. Die Haftstrafen wurden später vom Obersten Gerichtshof der USA für verfassungswidrig erklärt.
Lucy Burns hielt den Rekord für Verurteilungen und Inhaftierungen im Kampf um das Frauenwahlrecht. Keine andere bekannte Suffragette saß öfter im Gefängnis als sie.
Nachdem am 26. August 1920 der 19. Zusatzartikel zur Verfassung der Vereinigten Staaten ratifiziert worden war, zog sich Burns aus der Politik zurück, um bei ihrer Familie zu leben. Sie fand ihre letzte Ruhe auf dem Friedhof Holy Cross Cemetery in Brooklyn.

## Wissenswertes
Die Geschichte des Kampfes um dem 19. Verfassungszusatz wurde 2004 unter dem Titel Iron Jawed Angels von der Regisseurin Katja von Garnier verfilmt. Die australische Schauspielerin Frances O’Connor spielte die Rolle der Lucy Burns.